# 仙踪镇
仙踪镇，是中华人民共和国安徽省马鞍山市含山县下辖的一个乡镇级行政单位。

## 行政区划
仙踪镇下辖以下地区：
富民社区、姚庙社区、河刘社区、八熊村、江淮村、五里村、前卫村、东洪村、玉皇村、石婆村、六衖村、长山村、葛集村、金洼村、骆集村、邵集村、再安村、岗胡村和张塘村。